# Urceolina microcrater
Urceolina microcrater är en amaryllisväxtart som beskrevs av Friedrich Fritz Wilhelm Ludwig Kraenzlin. Urceolina microcrater ingår i släktet Urceolina och familjen amaryllisväxter.
Artens utbredningsområde är Peru. Inga underarter finns listade i Catalogue of Life.